# Дзвіниця Іллінської церкви (Чернігів)
Дзвіниця Іллінської церкви — пам'ятка архітектури національного значення у Чернігові.

## Історія
Постановою Ради міністрів УРСР 24.08.1963 № 970 надано статус «пам'ятника архітектури національного значення» з охоронною № 818/2 під назвою «Дзвіниця Іллінської церкви».
Встановлено інформаційну дошку.

## Опис
Входить до комплексу споруд Іллінської церкви — ділянка історико-архітектурного заповідника «Чернігів стародавній», розташований на південному схилі Болдиної Гори в гирлі Ільїнського яру — Іллінська вулиця, 33.
Дзвіниця була побудована в 1908—1910 роки в період «історизму» на північний захід від Іллінської церкви. Триярусна. Два перші яруси кам'яні, прямокутні в плані, несуть дерев'яний вісім дзвонів. Вінчає споруду бароковий купол з маківкою.
У період 1981—1982 роки було проведено ремонтно-реставраційні роботи.